# Akantozicijos
Akantozicijos (lat. Acanthosicyos), monotipski rod korisnih trajnica iz porodice tikvovki (Cucurbitaceae). Rod je raširen na jugu Afrike po državama Angola, Namibija i Južnoafrička Republika.
Jedina vrsta je Acanthosicyos horridus iz pustinje Namib gdje je poznata kao nara. Plodovi su im jestivi.

## Sinonimi
1. Acanthosicyos naudinianus (Sond.) C. Jeffrey →Pseudocucumis naudinianus (Sond.) C.Jeffrey

- A. horridus
- A. horridus
- A. horridus